# قائمة أشخاص مذكورين في وثائق باندورا
قائمة أشخاص مذكورين في وثائق باندورا.

## رؤساء الدول

### الحاليون
- عبد الله الثاني بن الحسين، ملك الأردن.[1]
- إلهام علييف، رئيس أذربيجان.[2]
- ميلو جوكانوفيتش، رئيس الجبل الأسود.[3]
- أوهورو كينياتا، رئيس كينيا.[3]
- غويلرمو لاسو، رئيس الإكوادور.[4]
- ديني ساسو نغيسو، رئيس جمهورية الكونغوالشعبية.[5]
- علي بونغو أونديمبا، رئيس الغابون.[3]
- سبستيان بنييرا، رئيس تشيلي.[3]
- فلاديمير بوتين، رئيس روسيا.[6][7]
- تميم بن حمد آل ثاني، أمير دولة قطر.[8]
- فولوديمير زيلينسكي، رئيس أوكرانيا.[9]

### السابقون
- سيزار جافيريا، رئيس كولومبيا.[10]
- أندريس باسترانا أرانغو، رئيس كولومبيا.[11]

## رؤساء الحكومات

### الحاليون
- باتريك أتشي، رئيس وزراء ساحل العاج.[12]
- أندريه بابيش، رئيس وزراء جمهورية التشيك.[13]
- محمد بن راشد آل مكتوم، رئيس وزراء الإمارات العربية المتحدة.[8]

### السابقون
- توني بلير، رئيس وزراء بريطانيا.[14]

## رؤساء المنظمات
- دومينيك ستراوس كان، المدير العام لصندوق النقد الدولي.[8]

## السياسيون
- نير بركات، الرئيس السابق لبلدية القدس، عضو الكنيست.[15]
- فوبكه هويكسترا، وزير مالية هولندا.[16]
- سينيشا مالي، وزير المالية لصربيا ومحافظ مدينة بلغراد السابق.[17]
- حاييم رامون، عضو الكنيست.[18]
- شاوكات تارين، وزير المالية لباكستان.[19]
- محسن مرزوق، سياسي تونسي أمين عام للمؤسسة العربية للديمقراطية.[20]

## العائلات الملكية
- خوان كارلوس الأول، ملك إسبانيا السابق.[21]
- الأميرة للا حسناء، أميرة المغرب.[8]

## آخرون
- كارلو أنشيلوتي، مدرب كرة قدم.[22]
- فريد بجاوي، ابن شقيق الوزير الجزائري السابق محمد بجاوي.[23]